# Wèlè-Wèlè
Pour l’article ayant un titre homophone, voir Ouélé.
Ne doit pas être confondu avec Ouélé-Ouléléna.
Wèlè-Wèlè, également orthographié Ouèlè-Ouèlè ou Ouélé-Ouélé, est une localité située dans le département de Gaoua de la province du Poni dans la région Sud-Ouest au Burkina Faso.

## Géographie
Wèlè-Wèlè est situé à environ 12 km à l'ouest de Gaoua, le chef-lieu du département. La commune est traversée par la route nationale 11.

## Santé et éducation
Le centre de soins le plus proche de Wèlè-Wèlè est le centre de santé et de promotion sociale (CSPS) de Bonko tandis que le centre hospitalier régional (CHR) de la province se trouve à Gaoua.